# Кула у Хелсингборгу
Кула (Kärnan) (Swedish pronunciation: [ˈɕӕːɳан] ; оба дословно Језгро) је средњовековни торањ у Хелсингборгу, Сканија, на југу Шведске. То је једини део преостале веће данске тврђаве која је, заједно са тврђавом Кронборг на супротној страни Ересунда, контролисала улаз између Каттегата и Ересунда и даље на југ Балтичког мора. 

## Историја
Порекло тврђаве у Хелсингборгу је спорно, али данска легенда њено порекло везује за владавину легендарног краља Fróði-ја. Међутим, ова легенда није поткрепљена археолошким доказима. Дендрохронолошко датирање показало је да је кула изграђена 1310-их година, када је дански краљ Ерик VI био краљ Данске. Сматрана је најважнијом тврђавом у Данској и била је саставни део осигурања контроле над теснацем између Сканије и Селанда.
Предат је Шведској заједно са остатком Сконеланда као део Роскилдског споразума 1658. Данске снаге тврђаву су заузеле 1676. године током Шведско-бранденбуршког рата, а њено заузимање прославиле су постављањем гигантске заставе Данске на кули. Ову заставу је касније узела шведска војска и чува се у Музеју војске (Armémuseum) у Стокхолму. Тврђава се вратила под шведску контролу Уговором из Лунда 1679. Карл XI од Шведске наредио је да се већи део тврђаве уништи у страху да је превише изложена нападу Данске. Једино што је сачувано за потомство било је старо средњовековно језгро куле. Кула је и даље служила као оријентир за пловидбу кроз Ересунд, а бродови који су пролазили поред Оресунда имали су дужност да поздраве шведску заставу.

## Изглед тврђаве
Кула, симбол Хелсингборга, бивша кула тврђаве, висока је 35 метара. Налази се у градском парку Слотсхаген на висоравни Ландборген изнад старог града и остатак је некада моћне тврђаве.
Долазећи из града, кули прилазите преко монументалног степеништа које повезује велики трг Сторторгет са парком око куле. Сама кула има спирално степениште у бочно постављеном степеништу.
Кула је била резиденцијални торањ некадашње данске тврђаве и често резиденција данских краљева. Зидови куле су дебљине до 4,5 метра и заједно са осталим објектима тврђаве били су ограђени одбрамбеним зидом пречника 500 метара. Краљевске собе налазиле су се у горњем делу куле, а до њих се могло доћи само покретним мостом који је водио од трећег спрата до зида. Спољни прстен имао је укупно 14 полукружних одбрамбених кула, а такође је био окружен до 15 метара дубоким ровом. Једини приступ тврђави био је покретним мостом на југу комплекса, који је био додатно осигуран.

## Рестаурација
Дворац је обновљен почев од 1893–94, по упутствима Оскара Фердинанда Трапа, шведског бизнисмена и инжењера (1847–1916). Архитекта за рестаурацију био је Јосеф Алфред Хелерстром (1863–1931), градски архитекта Хелсингборга од 1903. до 1928. Циљ рестаурације био је вратити, колико је то могуће, изглед који је структура имала на основу најстарије познате средњовековне илустрације. Кренелација зграде потиче из ових поправки.
- Хелсингборг у 16. веку
- Поглед на пресек куле
- Кула као рушевина пре поправки 1893-1894
- Модел замка Хелсингборг

## Кула данас
На првом спрату, на висини од 8 м налазе се просторије за особље. Овде постоји и пећ, за коју се прича да је кувала за раднике у торњу, а можда чак и за повремене посетиоце. Дим из ватре дизао се равно у генијалан димни пролаз који се спајао са већим каналом даље уз кулу. Једна од ниша је вероватно служила као спаваћа соба за разне чуваре, куваре и друго особље. На овом спрату такође почињу степенице које се спирално пењу. Налазе се унутар потпуно одвојеног торња који повезује различите спратове.
Други спрат, на висини од 14 м, служио је повремено као  место за ноћење закаснелог средњовековног изасланика, или некога коме је додељена аудијенција код градоначелника, али је стигао ван радног времена и зато је морао да сачека до следећег дана. Овде су улази у једну од малих ниша у којима је било места за кревет, где може да се затвори и спава. Северна ниша је такође била луксузно опремљена сопственим тоалетом.
Трећи спрат, на 20 м, био је не само апсолутно средиште куле и замка, већ и читаве Данске у време када су неки краљеви ту боравили. Првобитно су изграђена два спрата, али вероватно је пожар током 14. века изнудио дизајн који се сада види са једном огромном салом са најмање високим плафонима. Наравно, управник куле и замка имао је свој тоалет, данас нажалост недоступан посетиоцима. Овде су и остаци још једне ексклузивности, минијатурне капеле.
Четврти спрат, на 26 м, је некада имао два спрата. Таваница је једно време била опремљена прелепим сводом, приближно у истом стилу као на доњем спрату. Али током 17. века извршена је модернизација старе средњовековне куле. Будући да је кровна тераса у то време била непосредно изнад четвртог спрата, кров куле је требало знатно ојачати јер су четири велика и моћна топа била стратешки постављена на кров. Да би спречили пробијање и пропадање тешких комада, плафон је ојачан слојевима цигле. 
На 35 м налази се кровна тераса, да стражари виде ствари које се не могу видети са земље. Између 1429. и 1857. године, бродови који су пловили и игнорисали плаћање Оресунд путарине у Хелсингеру, могли су се открити са врха куле. Непријатељски бродови на хоризонту такође су могли бити примећени на време. Иста ствар са погледом на копно - са врха куле могли су се видети приступни сеоски путеви.
Данас се са куле пружа предиван поглед на Ересунд и град Хелсингборг са околином.

## Подизање заставе
Кула одржава традицију подизања заставе на кули одређених дана у години (Нова година, Ускрс, 1. мај, Духови, Студенстски дан, Божић, имендани чланова краљевске породице и др.) али се подиже и данска застава, 5. јуна - дан оснивања Данске, Нордијска застава - 17. јуна, Калмарска унија, и застава града Хелсингборга, 21. маја, дан оснивања града 1085.

## У популарној култури
- Kärnan има тобоган на бази свог изгледа, "Der Schwur des Kärnan", у Ханса-Парку у Зирксдорфу, Шлезвиг-Холштајн, Немачка.

## Остали извори
- Eriksson, Torkel (1993). Castrum nostrum Helsingburgh: Erik Menved und Schloss Helsingborg.. in Castella maris Baltici. ISBN 91-22-01566-3. (Stockholm: Almqvist & Wiksell International)
- Eriksson, Torkel (1994). En ruin försvinner : Kärnan i Helsingborg 1880-1894. Helsingborg: Helsingborgs museiförening.  91-87274-10-8
- Johannesson, Gösta Helsingborg : Stad i 900 år. 1980. ISBN 91-20-06249-4. (Stockholm: AWE/Geber)